# Kinross
Kinross (gael. Ceann Rois) – miasto we wschodniej Szkocji, w hrabstwie Perth and Kinross (historycznie w Kinross-shire), położone nad jeziorem Loch Leven. W 2011 roku liczyło 4891 mieszkańców.
Znajdują się tutaj XVII-wieczna rezydencja Kinross House oraz ruiny średniowiecznego zamku Lochleven, położonego na wyspie na jeziorze Loch Leven, gdzie w latach 1567–1568 więziona była Maria I Stuart, królowa Szkotów. Od XVIII wieku miasto jest ośrodkiem przemysłu włókienniczego (produkcja kaszmiru).
Obok miasta przebiega autostrada M90.